# Anthony Annan
Anthony Annan (Acra, Ghana, 21 de julio de 1986) es un futbolista ganés y juega como centrocampista en el Turun Palloseura.

## Selección nacional
Ha sido internacional con la selección de fútbol de Ghana. Fue titular con Ghana en el Mundial de Sudáfrica 2010, donde llegó a los cuartos de final y fue eliminado por Uruguay.

## Clubes
| Club                    | País         | Año       |
| ----------------------- | ------------ | --------- |
| Sekondi Hasaacas F. C.  | Ghana        | 2003-2005 |
| Hearts of Oak           | Ghana        | 2005-2006 |
| I. K. Start             | Noruega      | 2007-2008 |
| Stabæk Fotball (cedido) | Noruega      | 2008      |
| Rosenborg BK            | Noruega      | 2008-2011 |
| F. C. Schalke 04        | Alemania     | 2011-2014 |
| Vitesse Arnhem (cedido) | Países Bajos | 2011-2012 |
| C. A. Osasuna (cedido)  | España       | 2012-2013 |
| HJK Helsinki            | Finlandia    | 2014      |
| TSV 1860 Múnich         | Alemania     | 2015      |
| Stabæk IF               | Noruega      | 2015      |
| HJK Helsinki            | Finlandia    | 2016-2018 |
| Beitar Jerusalén        | Israel       | 2019      |
| F. C. Inter Turku       | Finlandia    | 2019-2021 |
| Turun Palloseura        | Finlandia    | 2022-     |

## Palmarés

### Títulos nacionales
| Título                | Club             | País      | Año  |
| --------------------- | ---------------- | --------- | ---- |
| Tippeligaen           | Stabæk Fotball   | Noruega   | 2008 |
| Tippeligaen           | Rosenborg BK     | Noruega   | 2009 |
| Tippeligaen           | Rosenborg BK     | Noruega   | 2010 |
| Copa de Alemania      | F. C. Schalke 04 | Alemania  | 2011 |
| Supercopa de Alemania | F. C. Schalke 04 | Alemania  | 2011 |
| Veikkausliiga         | HJK Helsinki     | Finlandia | 2014 |
| Copa de Finlandia     | HJK Helsinki     | Finlandia | 2014 |
| Copa de Finlandia     | HJK Helsinki     | Finlandia | 2017 |
| Veikkausliiga         | HJK Helsinki     | Finlandia | 2017 |
| Veikkausliiga         | HJK Helsinki     | Finlandia | 2018 |